# Winner (Better Call Saul)
"Winner" es el décimo y último episodio de la cuarta temporada de la serie de televisión de AMC Better Call Saul, serie derivada de Breaking Bad. El episodio se emitió el 8 de octubre de 2018 en AMC en los Estados Unidos. Fuera de los Estados Unidos, el episodio se estrenó en el servicio de transmisión Netflix en varios países.

## Trama

### Apertura
En 1998, el personal de HHM visita un club de karaoke para celebrar la admisión de Jimmy McGill en la abogacía de Nuevo México. Aunque inicialmente vacilante, Chuck accede a cantar "The Winner Takes It All" de ABBA, primero a dúo con Jimmy, pero finalmente roba el micrófono y canta solo. Chuck y Jimmy regresan al apartamento de Jimmy, donde se quedan dormidos en su cama, cantando juntos.

### Historia principal
En 2004, Mike rastrea a Werner Ziegler hasta una agencia de transferencias de dinero y convence al empleado para que le permita ver imágenes de las cámaras de seguridad. Mike adivina que Werner se reunirá con su esposa en un balneario de aguas termales y comienza a llamar a los hoteles. Pero se da cuenta de que el auto de Lalo Salamanca, quien ha estado observando los movimientos de las instalaciones de Gus, lo sigue y lo evade.
Lalo regresa a la agencia de transferencia de dinero, mata al empleado y revisa las imágenes de seguridad que muestran a Mike mirando folletos turísticos sobre aguas termales. Lalo llama a los hoteles hasta que localiza a Werner, finge trabajar para Gus y extrae algunos detalles del trabajo de Werner antes de que Mike llegue al hotel para finalizar la llamada.
Gus se da cuenta de que Lalo puede relacionar el trabajo de Werner con él y decide que Werner debe morir. Mike le dice a Gus que no envíe hombres porque él mismo matará a Werner, a pesar de que en el fondo no quiere hacerlo. Werner, aceptando que no tendrá perdón, llama a su esposa al aeropuerto de Denver y la convence de regresar a Alemania. Mike promete hacer que su muerte parezca accidental por el bien de su esposa y mientras Werner contempla el cielo, Mike le dispara. Más tarde, Mike informa a Gus mientras él y Gale Boetticher inspeccionan el laboratorio de metanfetamina, que se creó según el diseño de Gale.
Kim y Jimmy organizan varios eventos en los que Jimmy finge remordimiento por Chuck. Tienen la intención de influir en el panel de apelación que está considerando la suspensión de Jimmy mostrando que, a pesar de su aparición en la primera audiencia, él realmente está afligido por la muerte de su hermano.
Jimmy se sienta en un panel que revisa candidatos para becas en nombre de Chuck. Jimmy se enfoca en Kristy, cuyos antecedentes incluyen un cargo de robo en una tienda, e intenta sin éxito persuadir a Howard y otros miembros para que le otorguen una beca. Después, la encuentra y la anima a no apegarse al camino recto que quiere seguir sino a hacer lo que sea necesario para tener éxito porque "el ganador se lo lleva todo".
Ya en su apelación, Jimmy da un discurso aparentemente improvisado sobre su remordimiento por Chuck y gana la restitución como abogado. Luego aturde a Kim al revelar que su actuación no fue sincera. Le pide a una secretaria del panel un formulario para hacer negocios y declara su intención de no ejercer bajo el nombre de McGill. Kim le pide a Jimmy que explique y él se gira brevemente para mirarla antes de exclamar "S'all good, man! (¡Todo bien, hombre!, en español).

## Producción
"Winner" fue escrita por Peter Gould y Thomas Schnauz.  Fue dirigida por Adam Bernstein, quien también dirigió los episodios "Five-O", "Gloves Off" y "Slip".
Este episodio incluye apariciones especiales de Michael McKean como Chuck McGill y Brandon K. Hampton como Ernesto, quienes aparecen en el flashback. Los directores habían escrito abiertamente con el deseo de utilizar los antecedentes de McKean como cantante. En el episodio 1 de la temporada 1 ("Uno"), Jimmy muestra su frustración posterior a la reunión con Howard al patear un bote de basura ubicado dentro de la puerta entre el edificio de oficinas de HHM y el estacionamiento.  En Winner, Jimmy pasa junto al bote de basura abollado, que aún se ve en el interior de la puerta. 

## Recepción
"Winner" recibió elogios de la crítica. En Rotten Tomatoes, obtuvo una calificación perfecta del 100% con una puntuación promedio de 9.1/10 basada en 19 reseñas. El consenso crítico del sitio es: "Un final excelente para una temporada agridulce, 'Winner' ata los hilos sueltos mientras prepara a cada uno de personajes excelentemente dibujados de Better Call Saul para el peligro que se avecina".

### Elogios
El episodio recibió cuatro nominaciones en los 71st Primetime Emmy Awards: Mejor actor principal en una serie dramática para Bob Odenkirk, Mejor actor de reparto en una serie dramática para Jonathan Banks, Premio Primetime Emmy a Mejor guion en una serie dramática para Peter Gould y Thomas Schnauz y Actor invitado destacado en una serie dramática para Michael McKean.

### Ratings
"Winner" fue visto por 1,53 millones de espectadores en su primera emisión, obteniendo un índice de audiencia de 0,5 entre los espectadores de entre 18 y 49 años.